# Premier bataillon d'infanterie de Virginie
Le premier bataillon d'infanterie de Virginie, également connu sous le nom de bataillon irlandais, est levé en Virginie pour servir dans l'armée des États confédérés pendant la guerre de Sécession, et sert en tant qu'infanterie. Il se bat la plupart du temps avec l'armée de Virginie du Nord.

## Service
Le bataillon est organisé en mai 1861, avec des hommes de la ville de Richmond et du comté de Hanover en cinq compagnies. Il part vers la Virginie occidentale et participe à la campagne de Cheat Moutain de Lee, puis combat lors de la première bataille de Kernstown, celle de McDowell, et lors de la campagne de la vallée de Jackson. 
Le bataillon prend part à la bataille de Cedar Mountain le 9 août 1862(p80),.
L'unité est ensuite affectée à la brigade du général J. R. Jones et est impliquée dans de nombreux combats de l'armée de Virginie du Nord, de la bataille des sept jours jusqu'à Fredericksburg. Plus tard, elle est affectée à l'état-major du général et, en novembre 1864, à la garde de la prévôté.

## Pertes
Il a perdu vingt-cinq pour cent des 187 hommes engagés à la première bataille de Bull Run, a 3 blessés pendant la bataille des sept jours et 3 tués et 19 blessés lors de seconde bataille de Bull Run. L'unité se rend avec 18 officiers et 120 hommes.

## Commandement
Les commandants D. B. Bridgford, John D. Munford, et John Seddon ont été au commandement.